# 3-е командование ВВС и ПВО
3-е Краснознамённое командование ВВС и ПВО Восточного военного округа — оперативное объединение ВВС РФ.
Сформировано 1 декабря 2009 года на базе 11-й Краснознамённой армии ВВС и ПВО в ходе реформы вооружённых сил. Управление находится в городе Хабаровске. С 1 августа 2015 г. вновь переформировано в 11-ю Краснознамённую армию ВВС и ПВО Восточного военного округа.

## История организационного строительства
- Дальневосточная зона ПВО
- Приамурская армия ПВО (с 01.04.1945 г.);
- Дальневосточная армия ПВО (с 29.10.1945 г.)[1];
- Амурская армия ПВО (с 01.06.1954 г.)[2];
- Отдельная Дальневосточная армия ПВО (с 01.12.1956 г.)[2];
- 11-я отдельная армия ПВО (с 24.03.1960 г.)[3];
- 11-я отдельная Краснознамённая армия ПВО (с 30.04.1975 г.)[4];
- войсковая часть 64603

В составе ВС Российской Федерации:
- 11-я отдельная Краснознамённая армия ПВО;
- 11-я Краснознамённая армия ВВС и ПВО (с 01.07.1998 г.)
- 3-е Краснознамённое командование ВВС и ПВО (с 01.12.2010 г.);
- 11-я Краснознамённая армия ВВС и ПВО (с 01.08.2015 г.).

## Состав

### По состоянию на 2009 год
- 11-я Комсомольская Краснознамённая бригада воздушно-космической обороны — Комсомольск-на-Амуре
- 12-я бригада воздушно-космической обороны — Владивосток
- 6983-я гвардейская авиационная Витебская дважды Краснознамённая, орденов Суворова и Почетного Легиона база «Нормандия-Неман» (на вооружении Су-25, Ми-8, Ми-24) — Черниговка
- 6987-я авиационная Таллинская ордена Кутузова база (на вооружении Су-27, Су-27УБ, Су-27СМ) — Дзёмги
- 6988-я авиационная Млавская Краснознамённая база (на вооружении Су-24М, Су-24М2, Су-24МР) — Хурба
- 6989-я гвардейская авиационная Краснознамённая база (на вооружении Су-27СМ, Су-27УБ, МиГ-31) — Центральная Угловая
- 265-я транспортная авиационная база (на вооружении Ан-12, Ан-24, Ан-26, Ту-134, Ту-154) — Хабаровск

### По состоянию на 2011 год
- 10-я бригада воздушно-космической обороны (Чита)
- 11-я Комсомольская Краснознамённая бригада воздушно-космической обороны (Комсомольск-на-Амуре):
  - 1529-й гвардейский зенитно-ракетный полк (Хабаровск) — С-300ПС;
  - 1530-й зенитно-ракетный полк (Комсомольск-на-Амуре) — С-300ПС;
  - 1724-й зенитно-ракетный полк (Биробиджан) — 2 дивизиона С-300В;
- 12-я бригада воздушно-космической обороны (Владивосток):
  - 1533-й гвардейский зенитно-ракетный Краснознамённый полк (Владивосток) — С-300ПС;
  - 589-й гвардейский зенитно-ракетный полк (Находка) — С-400;
- 6983-я гвардейская авиационная Витебская дважды Краснознамённая, орденов Суворова и Почётного Легиона база «Нормандия-Неман» 1-го разряда (Хурба):
  - авиагруппа — (Хурба) — Су-24М2, Су-24МР;
  - авиагруппа — (Центральная Угловая) — Су-27СМ, МиГ-31;
  - авиагруппа — (Дзёмги) — Су-27СМ, Су-30М2;
  - авиагруппа — (Хабаровск) — Ан-26;
  - авиагруппа — (Черниговка) — Су-25СМ;
- 573-я авиационная база — Ан-12, Ан-26, Ми-8 (Хабаровск);
- 575-я авиационная база — Ми-8, Ми-24, Ка-52 (село Черниговка, Приморский край);
- 412-я авиационная база 2-го разряда — Миг-29, Су-25 (Домна, Забайкальский край), Ми-8, Ми-24 (Чита);

### По состоянию на 2015 год
- 25-я Краснознамённая Комсомольская дивизия ПВО (Комсомольск-на-Амуре, Хабаровский край) — восемь дивизионов С-300ПС, два дивизиона С-300В:
  - 1529-й гвардейский зенитный ракетный полк (Князе-Волконское, Хабаровский край) — три дивизиона С-300ПС;
  - 1530-й зенитный ракетный полк (Лиан, Хабаровский край) — пять дивизионов С-300ПС;
  - 1724-й зенитный ракетный полк (Биробиджан, Еврейская автономная область) — два дивизиона С-300В;
  -  343-й радиотехнический полк (Хабаровск, Хабаровский край);
  - 39-й радиотехнический полк (Хомутово, Сахалинская область);
- 26-я гвардейская Ясская Краснознамённая, ордена Суворова дивизия ПВО (Чита, Забайкальский край) — два дивизиона Бук-М1:
  - 1723-й зенитный ракетный полк (Джида, республика Бурятия) — два дивизиона Бук-М1;
  -  342-й радиотехнический полк (Чита, Забайкальский край);
- 93-я дивизия ПВО (Владивосток, Приморский край) — четыре дивизиона С-300ПС, два дивизиона С-400:
  - 1533-й гвардейский зенитный ракетный Краснознамённый полк (Владивосток, Приморский край) — три дивизиона С-300ПС;
  - 589-й гвардейский зенитный ракетный полк (Находка, Приморский край) — дивизион С-300ПС, два дивизиона С-400;
  -  344-й радиотехнический полк (Артём, Приморский край);

- 303-я смешанная авиационная дивизия (Хурба, Хабаровский край):
  - 22-й истребительный авиационный полк (Центральная Угловая, Приморский край) Су-35С, Су-27СМ, Су-27УБ, МиГ-31БСМ, Су-30М2;
  - 23-й истребительный авиационный Таллинский полк[5] (Дзёмги, Комсомольск-на-Амуре, Хабаровский край) — Су-27, Су-30СМ, Су-35;
  - 277-й бомбардировочный авиационный Млавский полк[6] (Хурба, Хабаровский край) — Су-24М; полк перевооружен на Су-34 в 2017 году.
  - 18-й гвардейский штурмовой авиационный полк (Черниговка, Приморский край) — Су-25СМ;
- 799-й отдельный разведывательный авиационный полк (Варфоломеевка, Приморский край) — Су-24МР;
- 257-й отдельный смешанный авиационный полк (Хабаровск, Хабаровский край) — Ан-12, Ан-26, Ил-18 /20/22;
- 120-й отдельный смешанный авиационный полк (Домна, Забайкальский край) — МиГ-29, Су-25СМ, Су-30СМ;
  - Авиагруппа 120-го смешанного авиационного полка (Чита, Забайкальский край) — Ми-24/35, Ми-8;
- 439-я авиационная база армейской авиации (2 разряда) (Черёмушки, г. Чита)[7]
- 575-я авиационная база армейской авиации (2 разряда) (Черниговка, Приморский край) — Ка-52, Ми-8АМТШ;
- 573-я авиационная база армейской авиации (2 разряда) (Большой аэродром, Хабаровск) — Ми-24/35, Ми-8, Ми-26, Ка-52
  - Авиагруппа 573-й авиационной базы армейской авиации (Гаровка-2, Хабаровский край) — Ми-26, Ми-8;
- 101-й отдельный вертолётный отряд (Итуруп, Большая гряда Курильских островов, Сахалинская область) — Ми-8АМТШ.